# Ристилахти — Уукуниеми (КПП)
|  |

|  |

|  |

|  |

|  |

|  |

|  |

|  |

Ристилахти — Уукуниеми (фин. Ristilahti — Uukuniemi) — пункт упрощенного пропуска на российско-финляндской границе. Со стороны России расположен в Республике Карелия на территории Мийнальского сельского поселения Лахденпохского района близ границы с Хаапаламинским сельским поселением Сортавальского района. Со стороны Финляндии — на территории муниципалитета Париккала (до 2005 года Уукуниеми). С 2007 года решением министра экономического развития Республики Карелия деятельность приостановлена из-за значительного сокращения объёмов грузовых перевозок.
В России входит в зону ответственности Сортавальского пограничного отряда.
Ближайший пункт пропуска — МАПП Сювяоро в 30 км южнее.

## История
КПП был создан в 1993 году. Балансодержателем выступало ЗАО «Ляннен Порти».
К 1999 году через Ристилахти проходило до 10 000 грузовых машин ежегодно.
Основным пользователими являлись:
- ЗАО «Ляннен Порти»
- АО «Норд Интер Хаус»
- АО «Застава - лес»
- Лахденпохский фанерный комбинат
- железнодорожный терминал станции Яккима (Октябрьская железная дорога и Хуолинтакескус ОУ (Финляндия))
- администрация города Лахденпохья

В 2000 году был признан одним из трёх ПУПов в Республике Карелия, соответствующих минимальным требованиям по статусу и режиму работы.
С 2007 года решением министра экономического развития Республики Карелия деятельность приостановлена из-за значительного сокращения объёмов грузовых перевозок.